# موسز لیک نورت (واشینگتن)
موسز لیک نورت (به انگلیسی: Moses Lake North) یک منطقهٔ مسکونی در ایالات متحده آمریکا است که در شهرستان گرنت، واشینگتن واقع شده‌است. موسز لیک نورت ۱۵٫۷ کیلومتر مربع مساحت و ۴٬۴۱۸ نفر جمعیت دارد و ۳۶۰٫۵۸ متر بالاتر از سطح دریا واقع شده‌است.